# Chronologisch overzicht van ernstige spoorwegongevallen in België

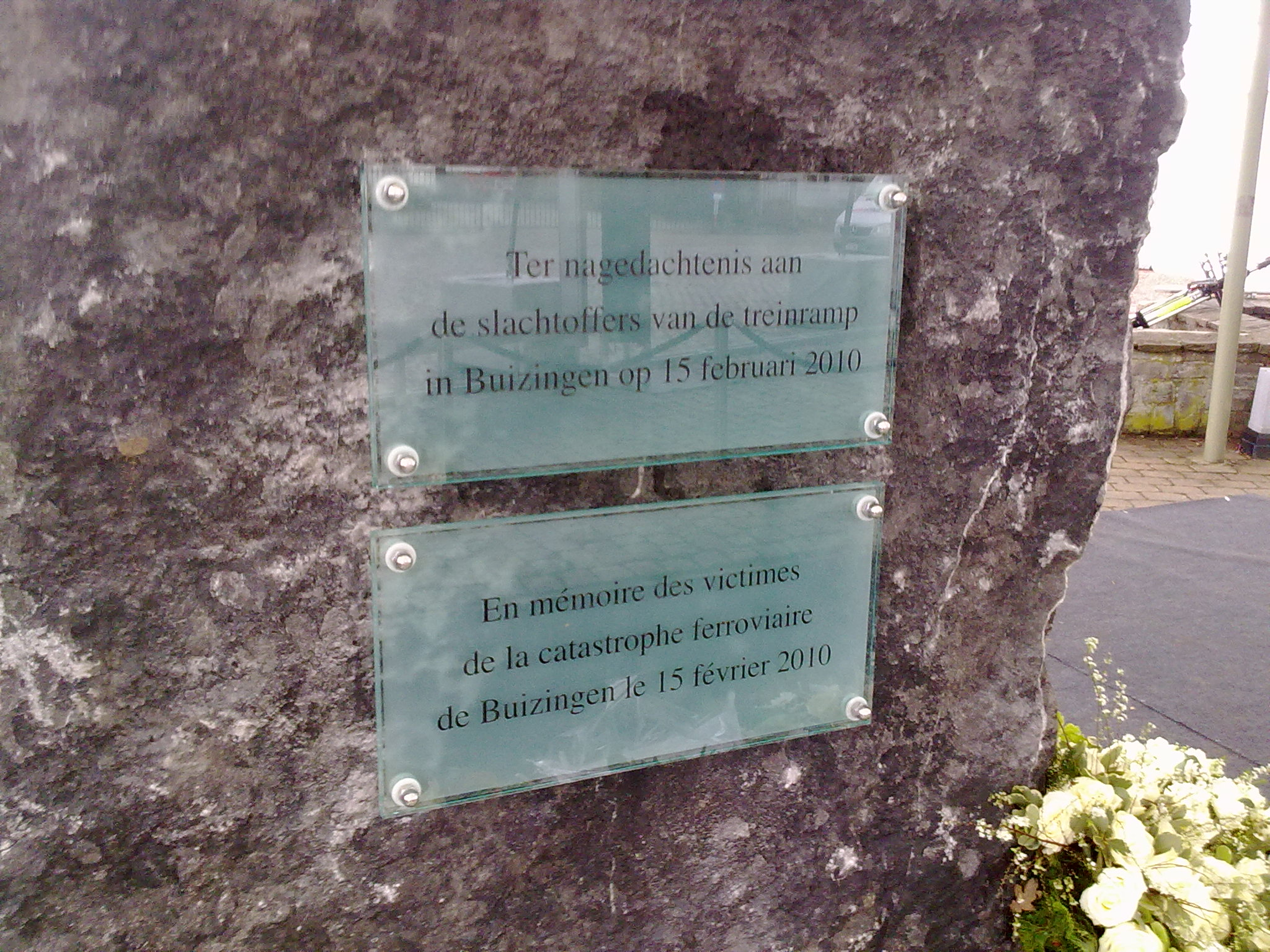
Monument in Buizingen ter nagedachtenis aan de slachtoffers van het treinongeval aldaar in 2010

In dit chronologisch overzicht van ernstige spoorwegongevallen in België is een zo compleet mogelijk overzicht gegeven van ernstige spoorwegongevallen in België. De definitie van een ernstig spoorwegongeval is een spoorweggerelateerd ongeval waarbij een of meer personen in de trein zijn omgekomen. Van een treinramp is sprake bij een groot aantal doden. Om de lijst enigszins beperkt te houden, zijn alleen ongevallen met doden of veel gewonden in de trein vermeld. Van ongevallen op overwegen worden alleen uitzonderlijke gevallen genoemd, met (grote) schade aan de trein (als gevolg van ontsporing) en doden in de trein.

## 19e eeuw
| Datum           | Plaats/Baanvak | Omschrijving                                                                         |
| --------------- | -------------- | ------------------------------------------------------------------------------------ |
| 3 februari 1889 | Groenendaal    | Een locomotief en vijf rijtuigen ontsporen. Er zijn 19 doden en een 40-tal gewonden. |

## 20e eeuw
| Datum             | Plaats/Baanvak        | Omschrijving |
| ----------------- | --------------------- | --- |
| 21 mei 1908       | Kontich               | Een trein rijdt, wegens een verkeerde wissel, in het station Kontich in op een stilstaande reizigerstrein. Drie rijtuigen worden vernield, er zijn 41 doden en 320 gewonden. Volgens onderzoeksrechter Vermeer, die de zaak leidde was de hoofdoorzaak van de ramp, "een slechte organisatie en een gebrek aan overeenstemming in het bestuur van de uit te voeren werken". |
| 19 september 1917 | Odeur - Crisnée       | Een reizigerstram op de buurtspoorlijn Ans - Oreye botst op het enkelsporige baanvak tussen Odeur en Crisnée frontaal tegen een goederentram in de tegenovergestelde richting. Er vallen 23 doden en 79 gewonden waarvan er twee later overlijden. |
| 17 april 1929     | Halle                 | Aanrijding van goederentrein door exprestrein Parijs – Brussel. 11 doden en 49 gekwetsten. |
| 19 juni 1929      | Viane-Moerbeke        | Frontale botsing van twee reizigerstreinen, 300 m buiten het station van Viane-Moerbeke. 9 doden en 20 gewonden. |
| 3 december 1943   | Lisp                  | Botsing tussen de trein Herentals - Schaarbeek en de trein Aarschot - Antwerpen. Er vallen 24 doden en 63 gewonden. |
| 2 december 1954   | Wilsele               | Ontsporing reizigerstrein met Duitse voetbalsupporters op overloopwissel te Wilsele. 20 doden en 80 gewonden. |
| 4 oktober 1967    | Fexhe-le-Haut-Clocher | Botsing tussen drie treinen. 11 doden. |
| 15 augustus 1974  | Luttre                | Treinontsporing - 17 doden en 48 gewonden. |
| 12 november 1974  | Kortemark             | Een schoolbus wordt gegrepen door een trein, alle zes inzittenden sterven. |
| 27 juni 1976      | Neufvilles            | Ontsporing sneltrein Brussel – Parijs. 11 doden, 38 zwaargewonden. |
| 26 maart 1979     | Kapellen              | Een vrachtwagen botst op de internationale trein Amsterdam – Brussel. Locomotief 2557 werd zwaar beschadigd. 1 dode en 6 gewonden. |
| 13 juli 1982      | Station Aalter        | Een sneltrein rijdt achterop een stoptrein. 5 doden. |
| 11 april 1996     | Roeselare             | Een passagierstrein ontspoort net voor aankomst in Roeselare. 3 doden. |
| 21 januari 2000   | Aarlen                | Een trein ontspoort nabij Aarlen. 1 dode. |

## 21e eeuw
| Datum            | Plaats/Baanvak          | Omschrijving |
| ---------------- | ----------------------- | --- |
| 27 maart 2001    | Pécrot                  | Frontale botsing tussen 2 reizigerstreinen doordat de trein uit Waver het rode sein negeerde en zo op het tegenovergestelde spoor terechtkwam. 8 doden en 12 zwaargewonden. |
| 26 april 2007    | Izegem                  | Door een fout bij seinwerken staat een sein aan het station van Izegem open, hoewel er een trein achter staat. Een volgende trein rijdt dan ook aan volle snelheid het station binnen en ramt de trein die al in het station staat. De materiële schade is aanzienlijk en werd geraamd op 1,6 miljoen euro: Een locomotief, een stuurstandrijtuig en verschillende rijtuigen zijn totaal vernield. Er vielen 61 gewonden, waarvan 3 zwaar.  |
| 3 juli 2008      | Saint-Georges-sur-Meuse | Langs spoorlijn 125 botst een passagierstrein op een goederentrein. Er vielen 42 gewonden, waarvan 2 zwaar. |
| 19 november 2009 | Bergen                  | Bij het station van Bergen ontspoort een MS96-treinstel door een te hoge snelheid. De conductrice van de trein komt hierbij om het leven. |
| 15 februari 2010 | Buizingen               | Nabij Halle botsen om 08:28 twee passagierstreinen op elkaar. 19 personen komen om. Minstens 170 mensen raken gewond. |
| 4 mei 2013       | Schellebelle            | Een goederentrein met 13 wagons ontspoorde en kantelde. De wagons bevatten het giftige en kankerverwekkende acrylonitril. Er stierf één man door de giftige gassen. Ook het koel- en bluswater moest apart worden afgevoerd. Binnen een straal van 500 meter werden mensen 5 dagen lang geëvacueerd nadat giftige stoffen in hun woningen werd aangetroffen.                                                                                |
| 5 juni 2016      | Saint-Georges-sur-Meuse | Een passagierstrein rijdt in op een goederentrein. Daarbij kwamen minstens 3 mensen om het leven, waaronder ook de treinbestuurder. Zeker 9 mensen werden zwaargewond opgenomen in het ziekenhuis. 8 jaar eerder gebeurde vlakbij een gelijkaardig ongeval. |
| 18 februari 2017 | Leuven                  | Ontsporing van een passagierstrein. 1 dode en 27 gewonden, waarvan 3 zwaargewond. |
| 27 november 2017 | Morlanwelz              | Terwijl arbeiders 's avonds een trein aan het takelen waren, omdat hij die ochtend rond 7.25 uur met een auto gebotst was, komt de trein onbedoeld in beweging. Hij rijdt een helling af, waarna hij twee arbeiders van Infrabel aanrijdt, met dodelijke afloop voor beiden. De trein gaat nog verder en rijdt in La Louvière een passagierstrein aan, waarin nog vijf mensen gewond raken.                                                 |
| 20 juni 2019     | Langdorp                | Een goederentrein rijdt tegen een auto terwijl de overweg open was: één dode en twee gewonden. De goederentrein was eerder defect geraakt en werd tegen de normale rijrichting in teruggesleept naar Hasselt. Omdat dan de overwegen niet automatisch snel genoeg sluiten, mocht de trein elke overweg slechts passeren al toeterend aan 5km/h, maar de machinist had die instructie niet gekregen. De seingever werd hiervoor veroordeeld. |